# 미시시피 문화

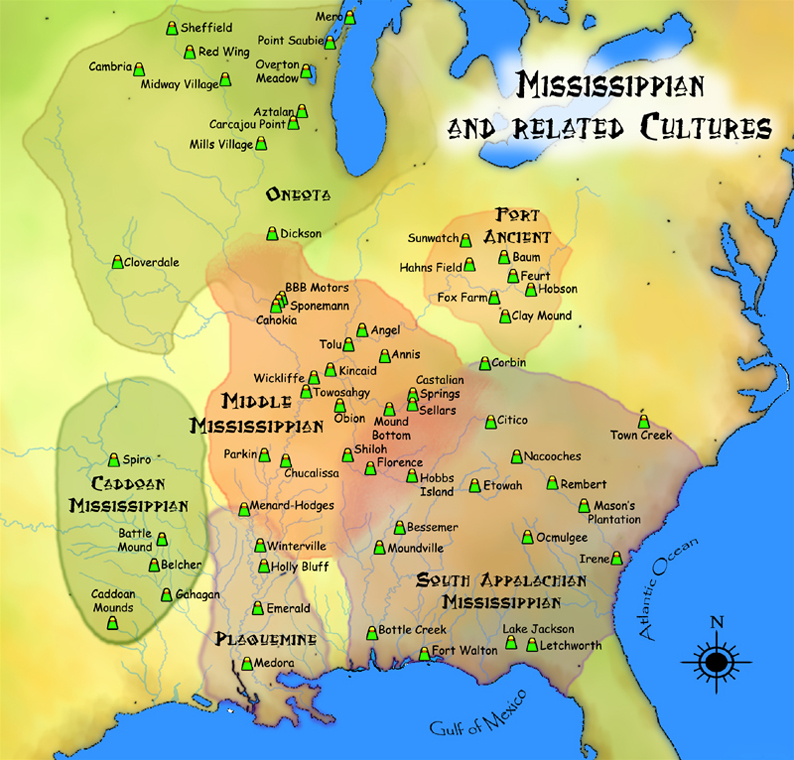
미시시피 문화 또는 관련 문화의 사람들이 거주했던 곳을 보여주는 지도

미시시피 문화(Mississippian culture)는 마운드(무덤 위에 주거 및 묘지 등을 건설하기 위해 쌓아올린 인공 언덕)를 구축했던 미국 원주민 문명이며, 약 800년부터 1500년까지 현재 미국 중서부, 동부 및 남동부에 흩어져 지역에 따라 다양한 형태의 문화로, 그들이 가지고 있던 기술로 볼 때 유럽의 청동기 시대에 해당하는 것이다.
미시시피 문화의 생활양식은 미시시피 계곡으로 발전하기 시작했다. 테네시 강 계곡 지류의 문화도 당시 미시시피 문화의 성격을 갖고 발전하기 시작했다. 미시시피 문화의 유적지 연대는 1539년(스페인 탐험가 에르난도 데 소토가 탐사한 해) 이전으로 거슬러 올라가며, 이 유적은 유럽 백인의 유물이 거의 발견되지 않았기 때문에, 이 문화는 유럽 백인과 접촉 이전 것으로 추측할 수 있다.

## 특징
미시시피 문화는 많은 특징을 가지고 있다. 미시시피 문화의 사람들이 모두 아래의 특징을 모두 가지고 있지는 않지만, 이들 중 몇 가지 또는 전부의 특징을 가지고 있기 때문에 그 이전 시대의 사람들과는 구별이 가능하다.
1. 꼭대기가 없는 평평한 사다리꼴의 마운드를 쌓하 올렸다. 이 마운드의 대부분은 정사각형, 직사각형 등 모든 면체 모양, 심지어 둥근 것도 있다. 구조물(주택, 사원, 묘지 등) 대부분은 마운드 꼭대기에 지어져 있다.
2. 옥수수 농업을 기본으로 한다. 대부분의 장소에서 미시시피 문화의 발전 규모가 크고, 집중된 곳은 옥수수 농업의 채용과 시기가 일치한다.
3. 토기의 혼합재로 강가(또는 바닥의) 조개껍질 매개체를 도기에 사용하고 있다.
4. 서쪽으로는 로키산맥, 북쪽은 오대호, 남쪽으로는 멕시코만, 동쪽은 대서양까지 교역 범위가 확대되고 있다.
5. 읍성국가 또는 그에 준하는 복합 읍성국가를 구축했다.
6. 제도화된 사회적 불평등의 발전.
7. 제정 일치의 소수 지배 권력 체제
8. 거주지 상속의 시작. 대규모 마운드군을 가진 제단을 중심으로 작은 마운드를 소유한 많은 소규모 마을에 영향을 미치고, 지배를 했다.
9. "남동부 제례 양식" 또는 남부 컬트로 불리는 의식을 행하였다. 이것은 현재 알려져 있는 미시시피 사람들의 신앙 양식이다. 남부 컬트는 위스콘신주(아즈타란 주립공원)에서 걸프 코스트 또한 플로리다에서 아칸소주와 오클라호마주에 걸쳐 발생했다. 이것은 시간, 천키(chunkey)와 같은 의례적인 게임과도 관련되어 있었다.

미시시피 문화의 사람은 문자 체계뿐만 아니라 석조 건축물도 없었다. 자연적으로 수집된 금속 퇴적물을 가공 할 수 있었지만, 구리와 철을 녹여 가공하는 제철기술은 가지고 있지 않았다.